# La Providencia, Acapulco de Juárez
La Providencia är en ort i Mexiko.   Den ligger i kommunen Acapulco de Juárez och delstaten Guerrero, i den södra delen av landet, 270 km söder om huvudstaden Mexico City. La Providencia ligger 746 meter över havet och antalet invånare är 966.
Terrängen runt La Providencia är varierad. Runt La Providencia är det tätbefolkat, med 397 invånare per kvadratkilometer. Närmaste större samhälle är Xaltianguis, 10,8 km öster om La Providencia. Omgivningarna runt La Providencia är en mosaik av jordbruksmark och naturlig växtlighet.